# Liste der Stolpersteine in Kierspe
Die Liste der Stolpersteine in Kierspe enthält alle Stolpersteine, die im Rahmen des gleichnamigen Projekts von Gunter Demnig in der sauerländischen Stadt Kierspe verlegt wurden. Mit ihnen soll an Opfer des Nationalsozialismus erinnert werden, die in Kierspe lebten und wirkten.

## Verlegte Stolpersteine
| Adresse        | Verlege- datum | Person, Inschrift                                                                                                  | Bild | Anmerkung                                                                                       |
| -------------- | -------------- | --- | ---- | ----------------------------------------------------------------------------------------------- |
| Hammerkamp 1 · | 6. Juli 2017   | HAMMERKAMP 1 WOHNTE BERTHA RACHEL VERW. HESS GEB. BENJAMIN JG. 1879 GEDEMÜTIGT / ENTRECHTET TOT 19.5.1943          |      | Der Stolperstein wurde Mitte Februar 2024 gestohlen, die anderen beiden werden sicher verwahrt. |
| Hammerkamp 1 · | 6. Juli 2017   | HAMMERKAMP 1 WOHNTE HEINRICH RACHEL JG. 1880 VIEHHANDELSVERBOT 1936 ZWANGSARBEIT 1938 VOLLME, MEINERZHAGEN BEFREIT |      |                                                                                                 |
| Hammerkamp 1 · | 6. Juli 2017   | HAMMERKAMP 1 WOHNTE ERICH HESS JG. 1919 'SCHUTZHAFT' 1938 SACHSENHAUSEN DEPORTIERT 1942 ZAMOSC ERMORDET            |      |                                                                                                 |